# Senza via d'uscita (film 1970)
Senza via d'uscita è un film del 1970 diretto da Piero Sciumè, al suo primo e ultimo film.

## Trama
Gilbert Mardeau è alle dipendenze di un istituto bancario. La moglie Michéle, lo chiama in ufficio al telefono, comunicandogli la notizia del rapimento del loro bambino André. Gilbert, una volta contattato dal rapitore, gli viene chiesta la somma per il riscatto di quattromila dollari. Gilbert, che non possiede tutto quel denaro finge una rapina mentre trasporta del denaro per conto della banca. In seguito il rapitore viene ritrovato morto, ma solo con una piccola parte del riscatto. Michéle, riceve a casa un manichino insanguinato con le sembianze del bambino e per questo si suicida. Gilbert, che è l'autore di tutto, finalmente libero dalla moglie ed in possesso di gran parte dei soldi, fugge con l'amante Britt.